# Гуачалла, Фернандо Элой
Луис Фернандо Этой Гуачалла Соларес (исп. Luis Fernando Guachalla Solares; 30 мая 1853 — 1 января 1908) — боливийский адвокат, государственный деятель и дипломат, министр иностранных дел Боливии (1899—1900).

## Биография
В 1873 г. окончил юридический факультет Университета Франсиско Хавьера. Работал в системе судебных органов. Участвовал во Второй тихоокеанской войне.
Впервые был избран в парламент в 1880 г.
- 1882—1889 гг. был полномочным представителем в Перу, с небольшим перерывом в 1884 г., когда был направлен в Сантьяго для заключения мирного соглашения с Чили,
- 1898—1899 гг. — председатель городского совета Ла-Паса в период «Федеральной революции» в Боливии (1898—1899).
- 1899—1904 гг. (в период президентства Хосе Мануэля Пандо) занимал дипломатические посты посла в США (1900), Венесуэле, Мексике, Аргентине и Бразилии.

В 1899—1900 гг. занимал должность министра иностранных дел Боливии. Также занимал пост военного министра.
В 1906—1907 гг. — посол в Великобритании.
В 1908 г. был избран на пост президента Боливии, получив поддержку промышленной элиты страны. В своей предвыборной ппрограмме провел четкое разделение между церковью и государством и выступал за свободу прессы. Однако политик внезапно умер за 20 дней до официального вступления в должность. По официальной версии причиной смерти стала бронхопневмония, однако некоторые предполагали, что политик был отравлен.